# Marty (1955.)
Marty (eng. Marty) je američki film iz 1955. godine kojeg je režirao Delbert Mann. Scenarij je napisao Paddy Chayefsky, a zapravo se radi o produžetku njegove istoimene priče iz 1953. godine. U filmu su glavne uloge ostvarili Ernest Borgnine i Betsy Blair. Film je doživio veliki međunarodni uspjeh, osvojivši prestižnu filmsku nagradu Oscar u kategoriji filma godine te postavši tek drugi američki film koji je osvojio nagradu Zlatna palma na filmskom festivalu u Cannesu. Do danas su samo filmovi Marty i Izgubljeni vikend osvojili obje ove nagrade.

## Radnja
U filmu glavnu ulogu tumači Ernest Borgnine kao Marty Piletti, amerikanac talijanskog podrijetla koji živi u Bronxu u New Yorku sa svojom majkom (Esther Minciotti). Još uvijek neoženjen s 34 godine, dobrodušni, ali društveni čudak suočava se s neprestanim gnjavežom od strane obitelji i prijatelja o tome kad će se napokon oženiti, a svi se pozivaju na njegove braću i sestre koji su već davno oženjeni/udani i imaju djecu. Iako ne zazire od braka, zbog nedostatka samopouzdanja Marty se nevoljko pomirio sa svojom sudbinom neženje. Međutim, unatoč svom ne tako uspješnom ljubavnom životu, Marty i dalje optimistično gleda na život što se posebno vidi iz njegove česte upotrebe fraza poput "Savršeno!" ili "Fantastično!"
Nakon što ga majka neprestano počne gnjaviti da ode na ples u subotu navečer, Marty upoznaje Claru (Betsy Blair), jednostavnu školsku učiteljicu koja potiho plače na krovu zgrade nakon što ju je njezin pratilac kojeg je upoznala tu večer ostavio kako bi otišao s drugom djevojkom. Njih dvoje provode cijelu večer zajedno plešući, razgovarajući na užurbanim ulicama i restoranu te uskoro shvate da imaju mnogo toga zajedničkog. Marty ne može prestati pričati o svom životu i ambicijama, a jedno drugo pričom i ohrabruju. Dovodi Claru kući i njih dvoje se poljube malo prije nego njegova mjaka dođe u stan. Marty, oduševljen s pronađenom novom ljubavi, otprati Claru kući obećavajući joj da će ju nazvati sljedećeg dana oko dva sata popodne, nakon mise. Čekajući autobus za povratak kući, Marty ne može sakriti svoje oduševljenje pa veselo udara autobusni prometni znak i započne trčati između automobila, tražeći taksi.
U međuvremenu, njegova mrzovoljna teta dolazi živjeti s njim i njegovom majkom. Ona upozorava Martyjevu majku (svoju sestru) da je samački život, nakon što se djeca ožene, sudbina svake udovice. Bojeći se da bi Martyjeva nova romansa mogla dovesti do toga da ju on ostavi, majka kaže Martyju da joj se Clara nimalo ne sviđa. Martyjevi prijatelji, prepuni zavisti, prozivaju Claru ružnom i pokušavaju nagovoriti Martyja da je zaboravi i ostane s njima, neoženjen. Zbog cijelog tog pritiska, Marty ne nazove Claru kako je i obećao.
Te noći, okružen svojim usamljenim i uobičajenim prijateljima, Marty shvaća da vjerojatno odustaje od šanse za ljubavi sa ženom koja mu se ne sviđa, ali koja ga usrećuje. Uz protivljenje svojih prijatelja on odlazi do telefonske govornice i nazove Claru koja u plaču gleda televiziju sa svojim roditeljima.

## Produkcija
Za potrebe filma glumci Esther Minciotti, Augusta Ciolli i Joe Mantell reprizirali su svoje uloge iz televizijske produkcije. U scenariju je promijenjeno ime dvorane za ples (iz Waverly Ballroom u Stardust Ballroom). Film je produžio ulogu Clare te podzaplete oko Martyjeve karijere, a uvedene su i priče s njegovom majkom i njezinom sestrom.
Snimanje filma započelo je 7. rujna 1954. godine u Bronxu, a snimalo se u mnogim dijelovima tog susjedstva kao npr. Grand Concourse, Arthur Avenue, Gun Hill road, White Plains Road, nekoliko podzemnih stanica u Bronxu i drugo. Snimanje scena interijera započelo je 1. studenog 1954. godine u studijima Samuel Goldwyn. Jerry Orbach iz Bronxa u ovom je filmu ostvario svoj nekreditirani debi kao jedan od gostiju plesa. Scenarist Chayefsky također je imao nekreditiranu cameo ulogu kao Leo.
Ulogu Clare u početku je trebala reprizirati glumica Nancy Marchand (kasnije će postati slavna po ulogama u televizijskim serijama Lou Grant i Obitelj Soprano) koja je u TV verziji priče glumila taj lik. Međutim, glumica Betsy Blair bila je izrazito zainteresirana za ulogu i snažno se borila za istu. U to vrijeme, Blair koja je bila udana za glumca Genea Kellyja nalazila se na crnoj listi zbog marksističkih i komunističkih simpatija. Tek nakon što je za nju lobirao Kelly, koji je upotrijebio svoj status velike holivudske zvijezde i kroz svoje veze u MGM-u koji su pritisnuli kompaniju United Artist, Blair je dobila ulogu. Navodno je Kelly išao toliko daleko da je prijetio odustajanjem od filma It's Always Fair Weather ako Blair neće dobiti ulogu Clare.

## Kritike
Nakon premijere 11. travnja 1955. (široka kino distribucija započela je 15. srpnja) film je dobio izrazito pozitivne kritke. Ronald Holloway iz Varietyja napisao je: "Ako je Marty primjer vrste materijala koja može biti filmična, onda ljudi iz studija zaduženi za donošenje priča na velike ekrane trebaju malo češće gledati televiziju." Magazin Time opisao je film "prekrasnim". Louella Parsons uživala je u filmu, iako je pretpostavljala da neće imati nikakvih nominacija za nagradu Oscar. Uz budžet od 343 tisuće dolara film je sveukupno zaradio tri milijuna dolara te tako postao velika box-office uspješnica.
Na popularnoj Internet stranici Rotten Tomatoes film ima 100% pozitivnih ocjena temeljenih na 28 kritika, uz prosječnu ocjenu 8/10.

## Nagrade i nominacije

### Oscar
Film Marty imao je 8 nominacija za prestižnu filmsku nagradu Oscar, a osvojio je četiri:
- Najbolji film - Harold Hecht
- Najbolji redatelj - Delbert Mann
- Najbolji glumac - Ernest Borgnine
- Najbolji adaptirani scenarij - Paddy Chayefsky
- Najbolji sporedni glumac - Joe Mantell
- Najbolja sporedna glumica - Betsy Blair
- Najbolja kamera (crno-bijela) - Joseph LaShelle
- Najbolja scenografija (crno-bijela) - Ted Haworth, Walter M. Simonds i Robert Priestley

### Zlatni globus
Film Marty imao je jednu nominaciju za Zlatni globus koju je i osvojio:
- Najbolji glumac (drama) - Ernest Borgnine

### BAFTA
Film Marty imao je tri nominacije za britansku nagradu BAFTA, a osvojio je dvije:
- Najbolji strani glumac - Ernest Borgnine
- Najbolja strana glumica - Betsy Blair
- Najbolji film

Uz to, film Marty osvojio je glavnu nagradu (Zlatna palma) na filmskom festivalu u Cannesu te tako postao tek drugi američki film do danas koji je uspio pobijediti u Cannesu i na Oscarima (uz film Billyja Wildera Izgubljeni vikend iz 1945. godine). 

## Nasljeđe
Godine 1994. film Marty proglašen je "kulturno, povijesno i estetsko važnim filmom" te je odabran za očuvanje u nacionalnom filmskom registru. 
Glavni zaplet filma iskorišten je u komediji iz 1991. godine Only the Lonely. Televizijski film Queen of the Stardust Ballroom iz 1975. godine okarakteriziran je kao "Marty s preokrenutim spolnim ulogama".
Poznati dijalog iz filma "Nemam pojma. Što ti želiš raditi večeras, Marty?" često je bila predmetom satire i postala uobičajenom frazom tijekom 50-ih godina prošlog stoljeća.
Na televizijskom kvizu Twenty One postavljeno je pitanje natjecatelju Herbu Stempelu: "Koji je film osvojio nagradu Oscar 1955. godine za najbolji film godine?". Na Stempela je studio napravio strahoviti pritisak da krivo odgovori na pitanje, premda je Marty bio jedan od njemu najdražih filmova. Taj nezaboravni trenutak i skandal koji je uslijedio nakon njega opisani su u filmu Kviz iz 1994. godine redatelja Roberta Redforda. 
Animirana serija Rocko's Modern Life parodirala je lik Martyja na temelju fizičkog izgleda u epizodi prve sezone "Rocko's Happy Sack".
Jeff Garlin, komičar i zvijezda televizijske serije Bez oduševljenja, molim! veliki je obožavatelj filma Marty, a njegov film iz 2006. godine naziva I Want Someone to Eat Cheese With sadržava brojne reference uključujući i podzaplet u kojem filmski studio radi remake filma s Aaronom Carterom kao Martyjem i glumicom Ginom Gershon kao njegovom majkom.

## Vanjske poveznice
- Marty u internetskoj bazi filmova IMDb-a
- Internet Movie Script DataBase